# مقاطعة لي (أركنساس)
مقاطعة لي (بالإنجليزية: Lee County)‏ هي إحدى مقاطعات ولاية أركنساس في الولايات المتحدة الأمريكية.